# Kunstverein in Hamburg

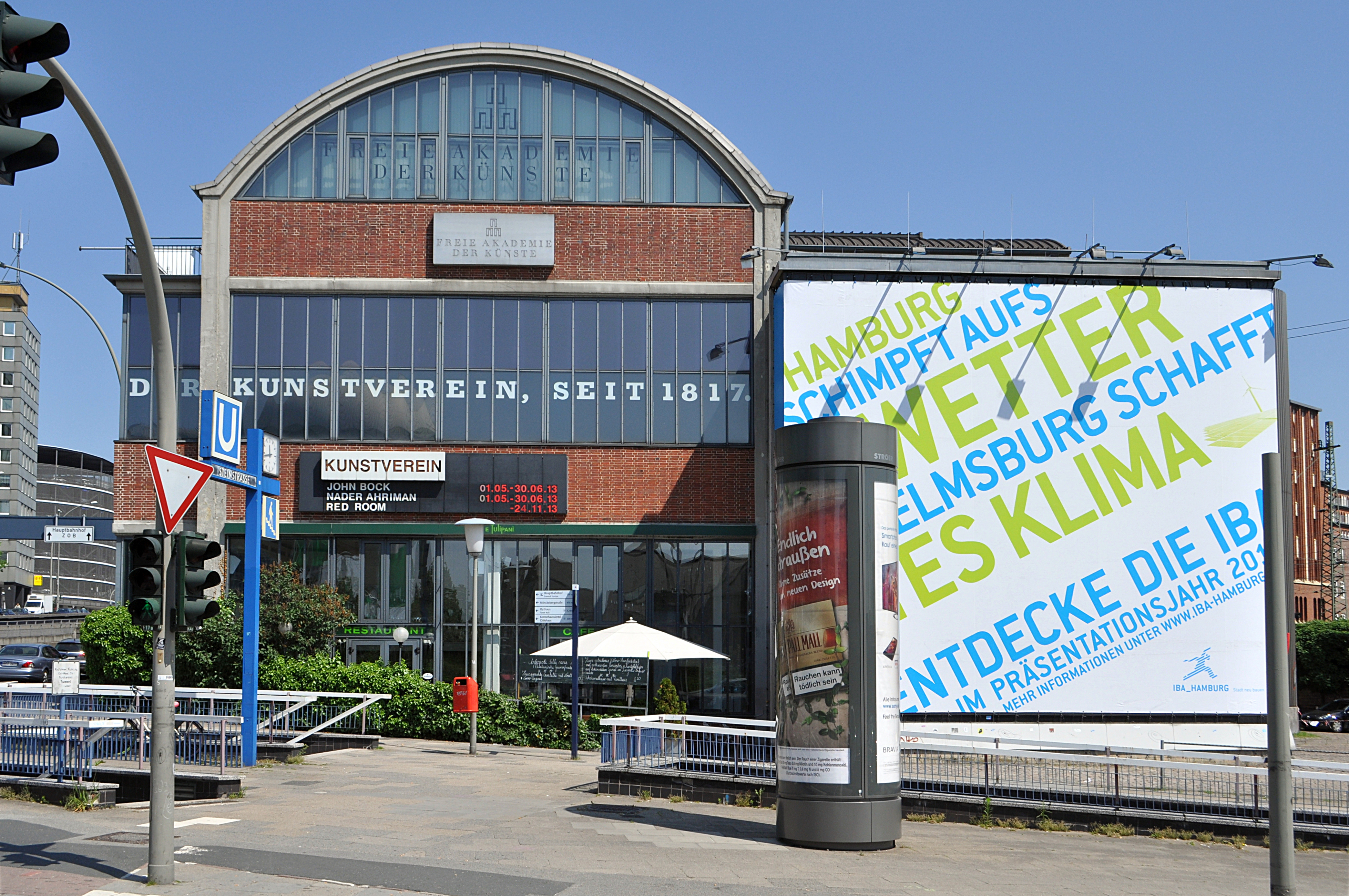
Der Kunstverein in Hamburg hat seit 1993 seinen Sitz am Klosterwall (Foto: 2013)

Der Kunstverein in Hamburg ist ein gemeinnütziger und eingetragener Verein, der sich der Vermittlung zeitgenössischer Kunst widmet. Er wurde 1817 in Hamburg gegründet und ist damit nach dem 1792 gegründeten heutigen Kunstverein Nürnberg der zweitälteste Kunstverein Deutschlands.

## Geschichte

### Gründung (1817–1825)
Ab 1817 trafen sich im Haus des Hamburger Bleideckermeisters David Christopher Mettlerkamp allwöchentlich im Winter neunzehn „kunstliebende“ Mitglieder der Patriotischen Gesellschaft, die alle Veteranen der Befreiungskriege waren, zu Konversationsabenden und zum Austausch über private Sammlungen von Zeichnungen und Druckgrafiken. Nachdem der Teilnehmerkreis immer weiter wuchs, entschloss man sich 1821/1822, in die Kunsthandlung Georg Ernst Harzens in der Johannisstraße 48 nahe der Börse umzuziehen. Im Zuge dieser räumlichen Veränderung hatte man auch den Wunsch, dem Zusammenschluss eine institutionelle Form zu geben, und schrieb nun die erste Satzung am 24. Januar 1822 nieder. Mit dem damaligen „Hamburgischen Kunst-Verein“ gründete sich so nach der Schaffung der „Kunst-Societät“ in Nürnberg im Herbst 1792 der zweite Kunstverein in Deutschland, hier mit folgendem Programm:

„§ 1 Der Zweck des Kunstvereins ist die mehrseitige Mittheilung über bildende Kunst.“

Mit „mehrseitige Mittheilung“ war die periodische Verbreitung von Neuigkeiten über Kunst gemeint.
Zu den neunzehn Gründungsmitgliedern gehörten neben Mettlerkamp und dem nun zum ehrenamtlichen Geschäftsführer ernannten Harzen der Jurist und spätere Präses am Hamburger Handelsgericht, Adolph Halle, der Maler Siegfried Bendixen, der Malakologe und Kaufmann Peter Friedrich Röding, Gründer des Museums für Gegenstände der Natur und Kunst, der Maler Heinrich Joachim Herterich und der Lithograf Johannes Michael Speckter, die später zusammen die erste lithografische Anstalt in Norddeutschland gründeten, der Historiker und Redakteur des „Hamburgischen Correspondenten“ Carl Friedrich August Hartmann, der Senator Joachim Nicolaus Schaffhausen, der Maler Leo Lehmann, der Assekuranzmakler Nicolaus Hudtwalcker, der Arzt Nikolaus Heinrich Julius, späterer Reformer des Gefängniswesens, der frühere Konditor Christian Wilhelm Lüdert, mittlerweile zum Maler ausgebildet, die Architekten Alexis de Chateauneuf und Carl Ludwig Wimmel, der Kunstsammler und Privatier Aardt de Beurs-Stiermans mit seinem Sohn, dem Maler André Paul de Beurs-Stiermans, der Schriftsteller und Diplomat Johann Georg Rist und der Maler Gerdt Hardorff. Der Beitritt war bis zur Satzungsänderung im Jahr 1848 nur durch eine Zuwahl mit einer Zweidrittelmehrheit der bereits aufgenommenen Mitglieder möglich.

### Erste Aktivitäten, Zusammenschluss und Märzrevolution (1826–1849)
Nach der offiziellen Gründung widmete man sich weiterhin intensiv dem Austausch und der Diskussion über die eigenen Sammlungen. 1824 wurde der inzwischen dazugestoßene Sammler, Kunsthistoriker und Mäzen Carl Friedrich von Rumohr zum ersten Ehrenmitglied des Vereins ernannt. Vom 13. April bis 18. Mai 1826 fand unter der Verantwortung von Bendixen, Chateauneuf, Hardorff, Harzen, Herterich und Friedrich Sieveking, dem späteren ersten Bürgermeister von Hamburg, die erste öffentliche Ausstellung des Kunstvereins und damit auch die erste öffentliche Kunstausstellung in Hamburg überhaupt statt. Ausstellungsort war das von Chateauneuf erbaute Haus Ecke ABC-Straße / Neustädter Fuhlentwiete. Zu sehen waren laut Einladung Gemälde „vaterländische[r] Künstler“, also vorrangig deutsche Maler, die meisten aus Hamburg und oftmals nicht älter als zwanzig Jahre. Darunter waren Louis Asher, Johann Joachim Faber, die Brüder Günther und Jacob Gensler, Victor Emil Janssen, Carl Julius Milde, Christian Morgenstern und Friedrich Nerly, aber auch Johan Christian Dahl aus Dresden mit sechs Bildern und ein „Professor Friedrich in Dresden“, nämlich Caspar David Friedrich mit drei Gemälden, darunter Der Watzmann von 1824–1825 und Das Eismeer von 1823–1824. Aber auch Kopien alter Meister, Entwürfe von dem Kunstverein angehörenden Architekten sowie Arbeiten von „Kunstfreunden“, das heißt künstlerischen Laien, gehörten, wie zur damaligen Zeit üblich, zur Ausstellung. Ebenfalls im Jahr 1926 wurde ein Gemälde-Verloosung-Verein in Hamburg gegründet und an den Kunstverein angeschlossen. Von diesem wurden mittels Mitgliedsbeiträge Künstler gefördert und jährlich originale Kunstwerke verlost, so 1927 eine Mondscheinlandschaft von Caspar David Friedrich. 1829 wurde im Konzertsaal des Theaters am Gänsemarkt die 2. Öffentliche Kunstausstellung mit Werken der wichtigsten deutschen und niederländischen Schulen ausgerichtet. Bis zum Hamburger Brand 1842 fanden solche großen Verkaufsausstellungen für zeitgenössische Kunst alle zwei bis drei Jahre statt. Ab 1834 stellte auch der Hamburger Künstlerverein von 1832 im Ausstellungshaus des Kunstvereins aus. 1836 fassten die Vereinsmitglieder den Entschluss, eine vereinseigene Grafiksammlung aufzubauen, wozu aus Vereinsmitteln ältere Kunst angekauft wurde, selbst wenn die Sammlung hauptsächlich durch Schenkungen und Vermächtnisse wuchs. So kam auch das Gemälde Die Hülsenbeckschen Kinder von Philipp Otto Runge in die Sammlung. In den 1837 erweiterten Vereinsstatuten wird nun auch die „allgemeine Entwicklung des Kunstsinnes“, das heißt die öffentliche Bildungsaufgabe des Kunstvereins festgehalten, was in der Fortsetzung und dem Ausbau von großen Kunstausstellungen resultierte. Auch wenn 1842 eine Ausstellung mit Gemälden älterer Meister aus Hamburger Privatbesitz stattfand, stand die zeitgenössische Kunst im Mittelpunkt und wurde in teilweise sehr großen Ausstellungen gezeigt, oftmals allerdings ohne Ordnung oder Struktur wie das im 20. Jahrhundert für Ausstellungen üblich wurde. Der Rezeption der Hamburger Presse nach zu schließen, wurde dennoch das Ziel erreicht, Menschen mit Bildender Kunst in Berührung zu bringen, die dieser bisher eher fern blieben.
1848 wird der Kunstverein mit dem Gemälde-Verloosung-Verein unter dem neuen Namen Kunstverein in Hamburg verschmolzen. Nach der Zusammenlegung hatte der Verein 467 Mitglieder, 30 davon weiblich, wobei der Kunstverein 1847 nur 59 Mitglieder hatte. Beeinflusst von den Ideen der Märzrevolution wurde die Satzung im Jahr 1848 außerdem überarbeitet. So stand der Beitritt nun bei Zahlung eines Jahresbeitrags jedem frei und Beschlüsse wurden demokratisch von einer Deliberations-Versammlung gefasst, die von einem ersten Wortführer geleitet wurde. Der erste solche erste Wortführer des Vereins nach dem Zusammenschluss war ab 1849 Christian Petersen, Professor für klassische Philologie am Akademischen Gymnasium.

### Restauration, Kaiserreich und Weimarer Republik (1850–1932)

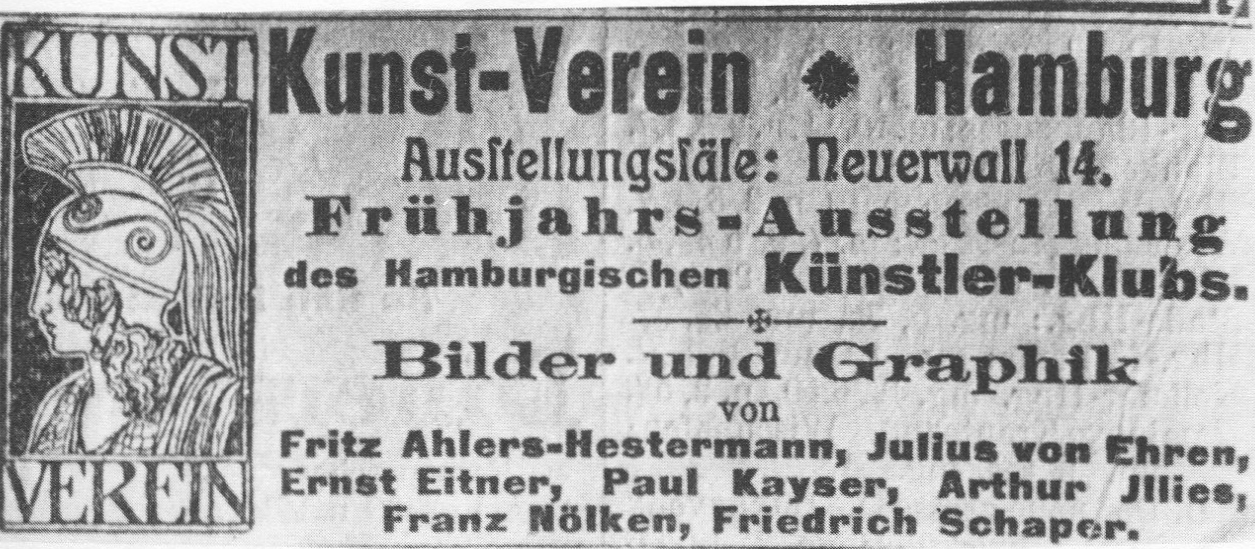
Ausstellungsplakat des Kunstvereins Hamburg, 1907

1850 fand die 819 Werke umfassende 11. Kunstausstellung in den Räumen der Patriotischen Gesellschaft statt und verzeichnete in sieben Wochen fast 10.000 Besucher. So hatte sich der Kunstverein mittlerweile zur zentralen Kunstinstitution in Hamburg entwickelt. Im gleichen Jahr wird am 13. März die öffentliche Gemälde-Gallerie in den Börsenarkaden am Adolphsplatz eröffnet. Diese von der Stadt gestellten Räume wurden vom Kunstverein für seine inzwischen gewachsene Sammlung gefordert. 1851 wurde in diesen Räumlichkeiten die Permanente Ausstellung mit Werken auswärtiger wie auch Hamburger Künstler eröffnet. Bereits 1852 werden die Räume in den Börsenarkaden erweitert, da sie für Gemälde-Gallerie und Permanente Ausstellung nicht mehr ausreichten. Im Jahr 1856 waren diese Räume wiederum zu klein geworden und so verfügte Harzen testamentarisch, dass sein Vermögen und seine Sammlung der Stadt vermacht wird, sofern diese ein eigenes Kunstmuseum schaffen würde.
So formierte sich zwei Jahre später ein Comité für den Bau eines öffentlichen Museums in Hamburg und trieb Spenden in einer solchen Höhe ein, dass sich auch die Stadt zu einem Baukostenzuschuss genötigt sah. Daraufhin wurde am 30. August 1869 die Hamburger Kunsthalle mit einer Sammlung von 412 Gemälden und zahlreichen plastischen Werken eröffnet. Die Grundlage für das Kupferstichkabinett bildeten 30.000 Zeichnungen und Druckgrafiken aus Harzens Vermächtnis. Im gleichen Jahr zog der Kunstverein in die Kunsthalle ein und eröffnete im Folgejahr mit der 21. Kunstausstellung seine erste Ausstellung an diesem Platz. Mit Eduard Unger wurde im Jahr 1884 erstmals ein Geschäftsführer eingestellt. In diesem Jahr wurde die Permanente Ausstellung aufgrund von Umbauarbeiten in der Kunsthalle in den neu entstandenen Börsenanbau verlegt. Im Jahr 1886 wurde Alfred Lichtwark mit Unterstützung des Kunstvereins zum ersten Direktor der Hamburger Kunsthalle gewählt. Bis zu Lichtwarks Tod im Jahr 1914 wird der Kunstverein immer wieder Werke für die Kunsthalle erwerben. 1887 wurden im Kunstverein erstmals Fotografien in einer Ausstellung gezeigt und 1888 zählte der Kunstverein bereits 2.105 Mitglieder.
Im Jahr 1896 wurde die Grafiksammlung des Kunstvereins der Kunsthalle übergeben und drei Jahre später, 1899, bezog der Verein neue Ausstellungsräume am Neuen Wall 14, in denen zusammen mit der Kunstgewerbesammlung, dem späteren Museum für Kunst und Gewerbe, ausgestellt wurde. Anfang des 20. Jahrhunderts nahm die Zahl der Ausstellungen lokaler, überregionaler und ausländischer Künstler stetig zu. So sind allein im Jahr 1906 über ein Dutzend Ausstellung von heute meist weniger bekannten Künstlern zu verzeichnen. 1914 müssen die Räume am Neuen Wall verlassen werden, weil das Haus abgerissen werden soll. Von 1915 bis 1916 ist der Kunstverein im Ostflügel des alten Johanneums am Speersort, bis er 1916 wieder in die Kunsthalle zurückkehrt, aus Platzmangel aber die kunstgewerbliche Sammlung einstellen muss. Ab 1922 fanden jährliche Ausstellungen der 1919 gegründeten Künstlergruppe Hamburgische Secession statt. 1921 zog der Kunstverein wieder um, diesmal vom Altbau der Kunsthalle in die Kabinette im Sockelgeschoss des Neubaus. Im Jahr 1925 zählte der Kunstverein nur noch 1000 Mitglieder. Die Mitgliederzahl ist auch in den darauffolgenden Jahren weiter gesunken, so zählte der Verein im Jahr 1930 899 Mitglieder, im Jahr 1932 631 Mitglieder und im Jahr 1936 nur noch 337 Mitglieder. Zum irrtümlich im Jahr 1927 angenommenen 100. Geburtstag des Kunstvereins zeigte dieser die gesamte europäische Moderne in der Schau Europäische Kunst der Gegenwart und erreichte damit etwa 40.000 Besucher.
Dank der Erlöse dieser Ausstellung konnte der Kunstverein eine Villa an der Neuen Rabenstraße 25 als erstes eigenes Domizil erwerben, welches 1930 nach Umbauten und einem Anbau von Karl Schneider eröffnet wurde. Durch Überdachung des Gartenhofs mit einer Oberlichthalle wurde im Erdgeschoss eine Ausstellungsfläche von 12 × 28 Metern geschaffen. In den drei Obergeschossen fanden sich weitere kleinere Ausstellungsflächen und Platz für eine Bibliothek, Geschäftsräume des Vereins und eine Hauswartwohnung. Die Baukosten von 120.000 Mark trug zu einem Drittel der Kunstverein, zwei Drittel steuerte die Stadt Hamburg bei. Mit diesen neuen Ausstellungsräumen konnte der Kunstverein sein Ausstellungsprofil weiter schärfen und, wie schon seit dem Beginn des 20. Jahrhunderts, zunehmend thematische Einzel- und Gruppenausstellungen statt kleinteiliger Überblicksschauen in den Mittelpunkt zu stellen. Hierbei konzentrierte man sich unter anderem auf die Hamburgische Secession und avantgardistische Tendenzen der damaligen Zeit wie der Expressionismus, der Kubismus oder der russische Konstruktivismus. Am 1. Mai 1931 wurde der vom König-Albert-Museum Zwickau wegen seiner modernen Kunstauffassung entlassene Hildebrand Gurlitt auf Vermittlung von Ludwig Justi zum ersten Direktor des Kunstvereins ernannt.

### Zeit des Nationalsozialismus (1933–1945)
Auch in Hamburg machten die Nationalsozialisten Front gegen Gurlitts Auffassung von Kunst. Der Hamburger Kunstverein „… fördere den internationalen und bolschewistischen Kunstkurs“ ließ der nationalsozialistische Bildhauer und hohe Funktionär des Kampfbundes für deutsche Kultur, Ludolf Albrecht verlauten, der am 5. März 1933 zum Beauftragten des schon gleichgeschalteten Reichsverbandes bildender Künstler Deutschlands Gau Nordwestdeutschland ernannt wurde. Am 12. März 1933 wurde die 12. Ausstellung der Hamburgischen Sezession eröffnet, die bereits am 30. März vom Hamburger Polizeipräsidenten wieder geschlossen wurde. Gurlitt konnte im April 1933 – mit zeitweiliger Rückendeckung des seit dem 8. März amtierenden nationalsozialistischen Ersten Bürgermeisters Carl Vincent Krogmann –, noch eine Ausstellung moderner italienischer Kunst machen, in der er auch moderne deutsche Werke unterbrachte. Aber die Pressionen wurden bald zu stark, weil unter anderem Gurlitts Förderer Krogmann, der moderner Kunst nicht abhold war, eigene nationalsozialistische Ziele verfolgte und den Schutz Gurlitts aufgab. Krogmann begann, den Kunstverein gleichzuschalten. Landgerichtspräsident Robert Johannes Meyer, der Vorsitzende des Vereins, wollte dies nicht durchsetzen und trat am 1. Juni 1933 zurück. Gurlitt sah sich am 14. Juli 1933 gezwungen, sein Amt aufzugeben. Sein Nachfolger wurde der Kunsthistoriker Friedrich Muthmann.
1936 kam es erneut zu einer zwangsweisen Ausstellungsschließung: Der Chef der Reichskulturkammer, Adolf Ziegler, kam selbst nach Hamburg, um die von Heinrich Stegemann anlässlich der Olympischen Sommerspiele 1936 in Berlin organisierte Jahresausstellung des Deutschen Künstlerbundes Malerei und Plastik in Deutschland 1936 zu verbieten. In der Ausstellung waren unter anderem Werke von Barlach, Beckmann, Dix, Feininger, Kirchner, Munch, Nolde und Schmidt-Rottluff zu sehen gewesen. Die meisten dieser Künstler waren selbst Schwierigkeiten durch das Regime ausgesetzt. Ziegler löste den Künstlerbund nach seiner vierten Besichtigung auf mit der Bemerkung „Der grösste Teil der ausgestellten Werke ist Kunst der Verfallszeit“. Im gleichen Jahr wurden sowohl der Kunstvereinsvorsitzende Hans-Harder Biermann-Ratjen als auch dessen Geschäftsführer Friedrich Muthmann abgesetzt.
Adolf Ziegler veranlasste zudem den Verkauf des Vereinsgebäudes in der Neuen Rabenstraße. 1937 kam es zur Zwangsversteigerung des Gebäudes, das zunächst von der Stadt an die NS-Frauenschaft vermietet und später von einer Bank genutzt wurde. Der Kunstverein zog daraufhin wieder in die Räume der Kunsthalle. Stegemann musste sich als Organisator der inkriminierten Ausstellung einem berufsständischen Verfahren unterwerfen, das als Ehrengericht tituliert wurde. Insgesamt vier Rekonstruktionsversuche dieser letzten freien deutschen Kunstschau zeugen nach dem Zweiten Weltkrieg von deren kunstgeschichtlicher Bedeutung: 1964 in der Berliner Akademie der Künste, 1986 im Rheinischen Landesmuseum Bonn, 1996 wieder in Berlin und 2016 in der Staats- und Universitätsbibliothek Hamburg. Nach der Ausrufung des „Totalen Krieges“ und den Luftangriffen auf Hamburg wurde der Kunstverein 1944 auf behördliche Anordnung geschlossen.

### Nachkriegszeit bis zum Umzug in das heutige Haus (1945–1993)
1945 kam es zur Wiedergründung des Kunstvereins mit der Satzung von vor 1933. Der Verein hatte 471 Mitglieder, keine Räume für Ausstellungen und keinen Zugang zu Vereinskonten. 1946 fand die erste Nachkriegsausstellung mit einem Übersicht über Hamburger Künstler statt, abgehalten in den der Kunsthandlung Bock & Sohn in den Colonnaden sowie im Untergeschoss der Kunsthalle. Künstlerischer Leiter des Kunstvereins wurde in Personalunion der Direktor der Kunsthalle Carl Georg Heise, der Erste Vorsitzende ist Walter Claas. Von nun an arbeitete der Kunstverein als unabhängig finanzierte Ausstellungsabteilung der Kunsthalle. Im Jahr 1947 widmete man sich in einer Ausstellungsreihe der Rehabilitation der Moderne. 1949 zog der Kunstverein in neue Ausstellungssäle im Altbau der Kunsthalle. Im Jahr 1958 hatte Jackson Pollock seine erste Ausstellung in Deutschland im Kunstverein. 1962 zählte der Kunstverein bereits wieder 3.025 Mitglieder.
Am Ferdinandstor, östlich der Lombardsbrücke und neben der Kunsthalle, baute der Kunstverein 1963 ein neues, von Paul Seitz entworfenes Vereinsgebäude. Dieses wurde am 3. Mai mit der Ausstellung Cezanne. Gauguin. Van Gogh. Seurat. Wegbereiter der modernen Malerei eröffnet. 1965 veranstaltete der Kunstverein die erste Ausstellung Francis Bacons in Deutschland. 1966 hatte der Kunstverein dann 4.255 Mitglieder. Zu Zeiten der 68er-Bewegung standen gesellschaftliche Fragestellungen im Fokus der künstlerischen Auseinandersetzungen und damit die Konzeptkunst von Joseph Beuys, Blinky Palermo, Dieter Roth oder Hanne Darboven. Von den 1980er Jahren an entwickelte sich der Kunstverein als Ort, an dem über die Kunst soziale, kulturelle und politische Auseinandersetzungen nach dem eigenen Anspruch „nicht nur geführt, sondern angestoßen werden“. Philippe Parreno, Pierre Huyghe, Dominique Gonzalez-Foerster oder Liam Gillick führten diese Tradition in den 1990er Jahren fort. 1991 wurde das Gebäude am Ferdinandstor abgerissen, um Platz für die 1995 fertiggestellte Galerie der Gegenwart zu schaffen, wobei die Wandmalerei von Palermo aus dem Jahr 1973 zuvor freigelegt worden war. Der Kunstverein gastiert temporär in der kleinen Deichtorhalle. Im Jahr 1992 bespielt man vorübergehend einen ehemaligen Fahrradladen an der Michaelisbrücke/Admiralitätstraße.

### Vom Umzug an den Klosterwall bis heute
1993 bezog der Kunstverein dann das heutige Gebäude am Klosterwall 23. Die erste Ausstellung im neuen Haus war Backstage. Topologie zeitgenössischer Kunst mit 25 jungen Künstlern aus Europa und den USA. Im Jahr 2014 wurde mit Bettina Steinbrügge die erste Direktorin des Kunstvereins ernannt. 2017 feierte der Kunstverein seinen 200. Geburtstag mit der Ausstellung The History Show in Zusammenarbeit mit dem Kunstgeschichtlichen Seminar der Universität Hamburg. Währenddessen widmet die Kunsthalle dem Jubiläum die Ausstellung Die Kunst ist öffentlich – Vom Kunstverein zur Kunsthalle und das Museum für Kunst und Gewerbe die Ausstellung „Zur Belebung des Kunstsinns“. 200 Jahre Kunstverein in Hamburg. In seinem Jubiläumsjahr zählte der Kunstverein 1.906 Mitglieder.
Laut seinem im Jahr 2018 herausgegebenen Mission Statement sieht sich der Kunstverein wie schon in seiner langjährigen Geschichte der „Förderung jener Künstlerinnen und Künstler verpflichtet, die heute produzieren und das kulturelle Erbe der Zukunft mitgestalten“. Man möchte sich an internationalen Entwicklungen zeitgenössischer Kunst orientieren und mit einem Augenmerk auf eine qualitativ hochwertige Präsentation von auch experimenteller Kunst Künstler fördern, die „neue Sichtweisen auf gesellschaftliche Sachverhalte aufzeigen“ und dabei „auch den Weg zu einer anderen Weise des Zusammenlebens […] formulieren“. Der Kunstverein in Hamburg ist Mitglied der Arbeitsgemeinschaft Deutscher Kunstvereine.

## Gebäude

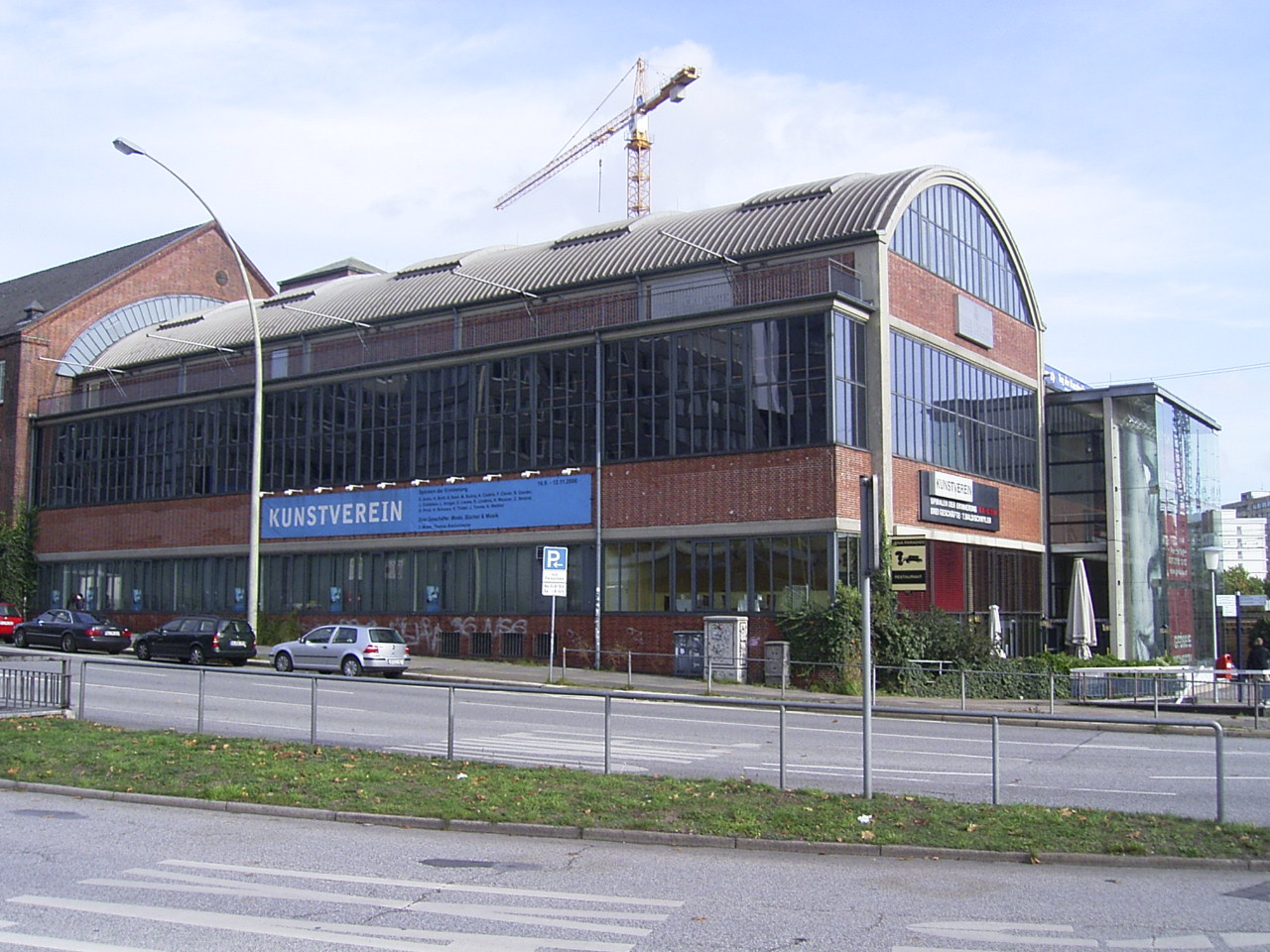
Kunstverein in Hamburg

Das heutige Gebäude des Kunstvereins war eine alte Markthalle, die von der Architektengemeinschaft Störmer und Partner, Floder & Simons zu einem modernen Ausstellungsort umgestaltet wurde, ohne den ursprünglichen Charakter des Ortes zu verleugnen. Vom Kunstverein werden zwei Stockwerke der Halle genutzt: Der Eingangsbereich im Parterre bietet Platz für Foyer, Garderobe und Sanitärräume sowie einen 200 m² großen Kunstlichtraum für Ausstellungen, der von Werkstätten und Magazinen umgeben ist. Die Büros der Mitarbeiter befinden sich auf einem neu eingezogenen Zwischengeschoss. Im ersten Geschoss ist eine 1000 m² große Ausstellungshalle mit Tageslicht.

## Liste der Ersten Vorsitzenden
- 1849–1871: Christian Petersen
- 1871–1878: Hermann Steinfurth
- 1878–1882: Edmund Johann Krüß
- 1882–1884: Conrad Heinrich Schöffer
- 1884–1889: Arnold Otto Meyer
- 1889–1892: Carl Hermann Jasper Merck
- 1892–1897: Werner von Melle
- 1897–??: Hans Zimmermann
- 1925–1933: Robert Johannes Meyer
- 1933–1936: Hans-Harder Biermann-Ratjen
- 1946–1953: Walter Klaas
- 1953–1958: Bruno Snell
- 1958–1964: Walter Dudek
- 1964–1972: Heinrich Landahl
- 1972–1990: Günther Gercken
- 1990–1999: Maja Stadler-Euler
- 1999–2017: Harald Falckenberg[4]
- Ab 2017: Christoph H. Seibt

## Liste der Direktoren
- 1931–1933: Hildebrand Gurlitt
- 1933–1936: Friedrich Muthmann
- 1946–1955: Carl Georg Heise
- 1955–1962: Alfred Hentzen
- 1962–1971: Hans Platte
- 1972: Manfred de la Motte
- 1973–1984: Uwe M. Schneede
- 1985–1988: Karl-Egon Vester
- 1988–1991: Jürgen Schweinebraden
- 1991–2001: Stephan Schmidt-Wulffen
- 2001–2009: Yilmaz Dziewor
- 2009–2014: Florian Waldvogel
- 2014–2022: Bettina Steinbrügge[4]
- seit 2022: Milan Ther

## Liste der Ausstellungen (Auswahl)
- 1873: Peter Cornelius
- 1882: Martin Gensler
- 1884: Andreas Aschenbach
- 1888: Hans Speckter
- 1896: Adolph Menzel (mit Kunsthalle)
- 1897: Künstlervereinigung Worpswede – Fritz Mackensen, Otto Modersohn, Heinrich Vogeler
- 1898: Arnold Böcklin
- 1911: Internationale Photographische Ausstellung für Bildnis und Figurenbild
- 1913: Ausstellung mit Werken von unter anderem Othon Friesz, Auguste Renoir, Vincent van Gogh und Wilhelm Trübner
- 1914: Max Beckmann / Walter Geffcken
- 1919: Französische Malerei bis 1914 mit Werken von unter anderem Georges Braque, Paul Cézanne, Gustave Courbet, André Derain, Raoul Dufy, Paul Gauguin, Vincent van Gogh, Marie Laurencin, Pablo Picasso, Camille Pissarro, Auguste Renoir, Henri Rousseau, Georges Seurat, Alfred Sisley, Suzanne Valadon und Édouard Vuillard / Franz Nölken
- 1927: Emil Nolde – Europäische Kunst der Gegenwart
- 1928: Ottilie Reylaender, Curt Singer und Emil Smid
- 1930: Edvard Munch – Kunst der letzten 30 Jahre aus Hamburger Privatbesitz. Das moderne Bühnenbild in Deutschland
- 1931: Les Ballets Russes de Serge de Diaghilew
- 1932: Lyonel Feininger / James Ensor – Internationale Foto-Ausstellung
- 1934: Malerei und Plastik in Deutschland 1936
- 1947: Max Beckmann – Sammlung Haubrich
- 1948: Pablo Picasso – 52 Lithographien aus den Jahren 1945 bis 1947
- 1949: Fernand Léger / Wilhelm Lehmbruck / André Masson
- 1950: Franz Marc / Henry Moore / Oskar Kokoschka
- 1951: Henri Matisse / Edvard Munch
- 1952: Max Slevogt / Paula Modersohn-Becker
- 1953: Wassily Kandinsky
- 1954: Karl Schmidt-Rottluff / Henri de Toulouse-Lautrec
- 1955: Ernst Wilhelm Nay – Gruppe Zen 49
- 1956: Henri Laurens / Paul Klee
- 1957: Alexej Jawlensky
- 1958: Jackson Pollock – 1912–1956 / Wassily Kandinsky / Gabriele Münter
- 1959: Marc Chagall / Ben Nicholson
- 1960: Henry Moore
- 1962: Robert Delaunay / Hann Trier / Aristide Maillol
- 1963: Cezanne, Gauguin, Van Gogh, Seurat. Wegbereiter der modernen Malerei. Italien 1905–1925. Futurismus und Pittura metafisica
- 1964: Arshile Gorky – Zeichnungen
- 1965: Francis Bacon / Max Beckmann – Gemälde 1945–1964
- 1966: Matisse und seine Freunde – Les Fauves / Vom Impressionismus zum Bauhaus
- 1967: Vom Bauhaus bis zur Gegenwart
- 1968: Antoni Tàpies – Britische Kunst heute / Sammlung 1968 Karl Ströher (mit Beuys-Block)
- 1969: Malerei des Surrealismus von den Anfängen bis heute
- 1970: Franz Erhard Walther
- 1971: Arnulf Rainer / KP Brehmer – Produktion 1962–71 / Robert Graham
- 1972: USA West Coast 1972. Szene Berlin '72
- 1973: Palermo. Wandmalerei
- 1974: Spurensicherung. Archäologie und Erinnerung / Kunst im 3. Reich. Dokumente der Unterwerfung
- 1975: Georg Grosz – Gemälde, Zeichnungen. Grafiken 1907–1958
- 1976: Claes Oldenburg - Pop Art in England. Anfänge einer neuen Figuration 1947–1963 / Unbekannte Aquarelle, Zeichnungen, Gouachen 1954–1974
- 1977: Sequenzen. Fotofolgen zeitgenössischer Künstler
- 1979: Eremit? Forscher? Sozialarbeiter? Das veränderte Selbstverständnis von Künstlern
- 1980: Bildnerei der Geisteskranken. Die Sammlung Prinzhorn.
- 1981: America. Traum und Depression 1920–1940 / Mythos und Ritual in der Kunst der 70er Jahre
- 1982: Zeitvergleich. Malerei und Grafik aus der DDR
- 1983: Hanne Darboven – Schreibzeit / Künstler-Räume im Kunstverein und anderswo
- 1984: Anna Oppermann – Ensembles 1968–84
- 1985: Biennale des Friedens. Dem Frieden eine Form geben
- 1986: Werner Büttner / Georg Herold / Albert Oehlen – Können wir vielleicht mal unsere Mutter wiederhaben!
- 1988: Arbeit in Geschichte, Geschichte in Arbeit
- 1989: Sammlung F. C. Gundlach – Das Medium Fotografie ist berechtigt, Denkanstöße zu geben
- 1990: Maria Lassnig – Mit dem Kopf durch die Wand
- 1991: Gegendarstellung. Ethik und Ästhetik in Zeitalter von Aids / General Idea. Fin de Siècle
- 1993: Backstage. Topologie zeitgenössischer Kunst
- 1994: Jimmie Durham / dagegen / dabei. Produktion und Strategie in Kunstprojekten seit 1969
- 1995: Paul McCarthy / Pipilotti Rist – I’m not the girl who misses much – Ausgeschlafen, frisch gebadet und hoch motiviert
- 1997: Archigram – Visionen einer britischen Architekturgruppe
- 1998: Liam Gillick – McNamara Papers
- 1999: Gerwald Rockenschaub – Funky minimal / John Miller – Parallel economies
- 2000: Dominique Gonzalez-Foerster / Philippe Parreno / Pierre Huyghe - Außendienst. Kunstprojekte in öffentlichen Räumen, Phase 1
- 2001: Cosima von Bonin – Bruder Poul sticht in See
- 2002: Contextualise. Zusammenhänge herstellen
- 2003: Andrea Fraser – Works 1984 to 2003
- 2004: Formalismus. Moderne Kunst, heute
- 2005: Sarah Lucas
- 2006: Yael Bartana / Tino Sehgal
- 2007: Gesellschaftsbilder. Zeitgenössische Malerei
- 2008: Wir nennen es Hamburg. Interdisziplinäres Festival
- 2009: Karla Black
- 2010: Freedom Of Speech
- 2012: Alexandra Bircken – Hausrat / Kiki Kogelnik – I have seen the Future
- 2013: Norbert Schwontkowski – Blind Man’s Faith
- 2014: Geoffrey Farmer – Let’s make the water turn black
- 2015: James Benning – Decoding Fear
- 2016: Joseph Grigely -The Gregory Battcock Archive / Lili Reynaud-Dewar – Teeth, Gums, Machines, Future, Society
- 2017: Wolfgang Tillmans
- 2018: Nicole Wermers – Women Between Buildings[4]
- 2019: Marguerite Humeau – Ecstasies
- Hannah Perry – A Smashed Window and An Empty Room
- Cana Bilir-Meier. – Düşler Ülkesi
- Political Affairs, Language Is Not Innocent
- Wegweisend! Das Ausstellungsgebäude des Hamburger Kunstvereins von 1930
- Sarah Abu Abdallah – For The First Time In A Long Time
- Peaches – Whose Jizz Is This?
- Oscar Murillo – Horizontal Darkness In Search Of Solidarity
- Jahresgaben 2019
- 2020: Ars Viva 2020
- Matheus Rocha Pita – The Curfew Sirens
- General Idea, Fin De Siècle. 2020 Rückblick
- Humor nach #MEETOO, Being Laid Up Was No Excuse For Not Making Art
- Lerato Shadi – Batho Ba Me. #UNFINISHED-TRACES
- Backstage. Topologie Zeitgenössischer Kunst – Rückblick
- Jeewi Lee – Re- #UNFINISHED-TRACES
- Corona Sound System, Being Laid Up Was No Excuse For Not Making Art
- Christophe Ndabananiye – 11° 40′ S 27° 29′ O. #UNFINISHED-TRACES
- Viron Erol Vert – „Ich mag keine Ausländer, aber bei dir es was anderes.“, #UNFINISHED-TRACES
- Not Fully Human, Not Human at All
- 2021: Carnivalesca. Was Malerei sein könnte
- Peter Ernst Eiffe & Friends
- Albert Serra – The Three Little Pigs
- Easterfield Festival
- Magazine
- Proof of Stake. Technologische Behauptungen
- Korakrit Arunanondchai – Songs for dying / Songs for living.
- 2022/23: Michel Majerus Data Streaming
- Cory Archangel Flying Foxes